# Свети Георги (Ксиропотамос)
Вижте пояснителната страница за други значения на Свети Георги.
„Свети Георги“ (на гръцки: Αγίου Γεωργίου) е православна църква в Ксиропотамос (Текри Вермишли), Егейска Македония, Гърция. Част е от Сярската и Нигритска епархия на Вселенската патриаршия.
Църквата е енорийски храм. Изградена е в 1932 година и е осветена от митрополит Константин Серски и Нигритски в 1978 година. Към енорията принадлежат и храмовете „Св. св. Рахаил, Николай и Ирина“, „Свети Георги“ и „Света Параскева“.